# Australiens Grand Prix 1987
Australiens Grand Prix 1987 var det sista av 16 lopp ingående i formel 1-VM 1987.

## Resultat
1. Gerhard Berger, Ferrari, 9 poäng
2. Michele Alboreto, Ferrari, 6
3. Thierry Boutsen, Benetton-Ford, 4
4. Jonathan Palmer, Tyrrell-Ford, 3
5. Yannick Dalmas, Larrousse (Lola-Ford) 0
6. Roberto Moreno, AGS-Ford, 1
7. Christian Danner, Zakspeed
8. Andrea de Cesaris, Brabham-BMW (varv 78, snurrade av)
9. Riccardo Patrese, Williams-Honda (76, oljeläcka)

### Förare som bröt loppet
- Nelson Piquet, Williams-Honda (varv 58, bromsar)
- Ivan Capelli, March-Ford (58, snurrade av)
- Alain Prost, McLaren-TAG (53, bromsar)
- Eddie Cheever, Arrows-Megatron (53, överhettning)
- Stefan "Lill-Lövis" Johansson, McLaren-TAG (48, bromsar)
- Teo Fabi, Benetton-Ford (46, bromsar)
- Adrián Campos, Minardi-Motori Moderni (46, transmission)
- Philippe Alliot, Larrousse (Lola-Ford) (45, elsystem)
- René Arnoux, Ligier-Megatron (41, tändning)
- Stefano Modena, Brabham-BMW (31, kroppsligt)
- Piercarlo Ghinzani, Ligier-Megatron (26, tändning)
- Satoru Nakajima, Lotus-Honda (22, upphängning)
- Derek Warwick, Arrows-Megatron (19, transmission)
- Martin Brundle, Zakspeed (18, motor)
- Philippe Streiff, Tyrrell-Ford (6, snurrade av)
- Alessandro Nannini, Minardi-Motori Moderni (0, olycka)

### Förare som diskvalificerades
- Ayrton Senna, Lotus-Honda (varv 82, regelstridiga bromsrör)

### Förare som ej kvalificerade sig
- Alex Caffi, Osella-Alfa Romeo